# Pholadicola intestinalis
Pholadicola intestinalis är en kräftdjursart som beskrevs av Ho och Wardle 1992. Pholadicola intestinalis ingår i släktet Pholadicola och familjen Clausidiidae. Inga underarter finns listade i Catalogue of Life.